# NGC 4365
NGC 4365 is een elliptisch sterrenstelsel in het sterrenbeeld Maagd. Het hemelobject werd op 13 april 1784 ontdekt door de Duits-Britse astronoom William Herschel.

## Synoniemen
- UGC 7488
- MCG 1-32-48
- ZWG 42.83
- VCC 731
- PGC 40375